# Javier García Sánchez
Javier García Sánchez (Saragozza, 6 aprile 2001) è un cestista spagnolo.